# Ciclofosfamide
La ciclofosfamide è un agente chemioterapico alchilante bis-cloroetil-aminico.

## Farmacocinetica
La ciclofosfamide può essere assunta per via orale o per via parenterale. È un profarmaco inattivo fino alla conversione da parte di un'ossidasi epatica P450 dipendente in 4-idrossiciclofosfamide (metabolita attivo). Questo composto può essere ulteriormente trasformato in 4-chetociclofosfamide, principale metabolita inattivo. La 4-idrossiciclofosfamide è inoltre in equilibrio con un altro composto, ugualmente attivo, chiamato aldofosfamide, catabolizzata in carbossifosfamide (inattiva) attraverso l'aldeide ossidasi mitocondriale. L'aldofosfamide viene dunque trasportata dal torrente ematico nei tessuti sani e neoplastici dove, per scissione non enzimatica, si trasforma in acroleina e fosforamide mostarda, due agenti citotossici.

## Farmacodinamica
I vari composti attivi e citotossici esplicano la loro azione legandosi all'azoto 7 e all'ossigeno 6 della guanina e in misura minore all'adenina (azoto 1 e 3) e alla citosina (azoto 3). La guanina alchilata perde affinità per la citosina e tende a legarsi con la timina formando coppie aberranti; il sistema di riparazione cellulare porta dunque all'escissione della guanina (depurinazione) con conseguenti alterazioni genomiche che innescano l'apoptosi. Questi composti sono inoltre in grado di interagire con il desossiribosio e i fosfati che costituiscono l'impalcatura del DNA.

## Impiego clinico
La ciclofosfamide è l'agente alchilante più diffusamente utilizzato. Benché possieda attività antineoplastica e venga spesso utilizzato quindi per la cura dei tumori (particolarmente efficace risulta nelle forme di cancro che coinvolgono il sistema immunitario), trova il suo maggiore impiego nelle malattie autoimmuni come farmaco immunosoppressore. Trova indicazione per:
- Lupus eritematoso sistemico
- Sclerosi multipla
- Aplasia pura della serie eritroide
- Anemia emolitica autoimmune
- Granulomatosi di Wegener
- Poliarterite nodosa[2]
- Glomerulopatia a lesioni minime

A dosi elevate (più di 120 mg/kg in infusione endovenosa per diversi giorni) può essere inoltre in grado di indurre tolleranza specifica verso nuovi antigeni.

## Tossicità
Gli effetti avversi più comuni associati con l'impiego di ciclofosfamide sono
- Mielodepressione (pancitopenia, meno frequentemente trombocitopenia) che deve essere controllata attraverso esami emocromocitometrici e farmaci mielostimolanti
- Nausea e vomito (compaiono dopo 30-60 minuti dall'infusione), spesso controllabili con agenti antiemetici come l'ondansetron, il granisetron o altri antagonisti del recettore serotoninergico 5-HT3
- Alopecia
- Cistite emorragica, associata inoltre con il rischio di sviluppo di carcinoma della vescica e che spesso può essere prevenuta da un'adeguata idratazione
- Tossicità cardiaca
- Disordini dell'equilibrio idro-elettrolitico
- Effetto teratogeno
- Sterilità nell'uomo
- Menopausa precoce nella donna, poiché induce l'ovulazione